# Jiří Němec (politik)
Jiří Němec (* 25. února 1971 Moravský Krumlov) je český komunální politik, soukromý zemědělec, v letech 2012 až 2016 člen Rady Jihomoravského kraje, místostarosta obce Přeskače na Znojemsku a předseda Okresního výboru KDU-ČSL.

## Životopis
Po maturitě vystudoval Mendelovu zemědělskou a lesnickou univerzitu Brno, nyní působí jako soukromý zemědělec.
Je ženatý, má pět synů, kteří mu pomáhají v rodinném hospodářství. Je starosta jednoty Orel Přeskače a předseda Místní akční skupiny Živé pomezí Krumlovsko-Jevišovsko. V této funkci se podílel na zpřístupnění systému podzemních chodeb pod obcí, které vznikly během 14. až 17. století.

## Veřejné působení
Od roku 1990 je členem KDU-ČSL. V letech 1994 až 2000 byl zastupitelem obce Tavíkovice. V komunálních volbách v roce 2002 byl zvolen zastupitelem obce Přeskače, ve volbách v roce 2006 a 2010 svůj mandát obhájil a byl zvolen místostarostou obce. V roce 2010 kandidoval za KDU-ČSL do Poslanecké sněmovny Parlamentu ČR na 5. místě jihomoravské kandidátky.
Od roku 1995 je členem Okresního výboru KDU-ČSL, v současné době je jeho předsedou, od roku 2003 je členem krajského výboru KDU-ČSL, na sjezdu KDU-ČSL v roce 2009 byl zvolen členem Celostátní konference této strany.
Ve stranických primárních volbách v závěru roku 2011 se stal okresním lídrem na kandidátce do krajských voleb a v pořadí čtvrtým kandidátem na jihomoravské krajské kandidátce KDU-ČSL. V krajských volbách 2012 byl zvolený do Zastupitelstva Jihomoravského kraje jako šestý na kandidátce KDU-ČSL. Na ustavujícím zasedání zastupitelstva Jihomoravského kraje 23. listopadu 2012 byl zvolen členem krajské rady, do jeho kompetence patří oblast kultury a památkové péče.
V komunálních volbách v roce 2014 obhájil za KDU-ČSL v rámci subjektu "Sdružení KDU-ČSL a NK" post zastupitele obce Přeskače na Znojemsku. Ve volbách do Senátu PČR v roce 2014 kandidoval za KDU-ČSL v obvodu č. 54 – Znojmo. Se ziskem 18,55 % hlasů skončil v prvním kole na 2. místě a postoupil tak do kola druhého. V něm však prohrál v poměru hlasů 46,12 % : 53,87 % s nestraníkem za ČSSD Pavlem Štohlem.
V krajských volbách v roce 2016 obhájil za KDU-ČSL post zastupitele Jihomoravského kraje. KDU-ČSL se však nestala součástí krajské koalice, a tak v listopadu 2016 v pozici radního kraje skončil. V krajských volbách v roce 2020 obhájil za KDU-ČSL post krajského zastupitele. V krajských volbách v září 2024 kandidoval jako člen KDU-ČSL v rámci koalice „SPOLU“ (tj. ODS, KDU-ČSL a TOP 09) do Zastupitelstva Jihomoravského kraje. Mandát krajského zastupitele se mu podařilo obhájit.